# Centro de Investigaciones Biológicas Margarita Salas
El Centro de Investigaciones Biológicas Margarita Salas (CIB-Margarita Salas) es una institución dedicada a la investigación científica en biología que pertenece al Consejo Superior de Investigaciones Científicas (CSIC) y que fue fundada en Madrid en 1953 por Gregorio Marañón.

## Historia
La sede original del Centro de Investigaciones Biológicas (CIB) estuvo durante cincuenta años en la calle de Velázquez de Madrid, compartiendo edificio con el Instituto Cajal. En 2003, se trasladó a la Ciudad Universitaria de Madrid y la nueva sede fue inaugurada el 23 de enero de 2004 por la infanta Cristina. Su edificio actual tiene una superficie total edificada de 17.000 m², de los que más de 7.000 lo ocupan los laboratorios, servicios e instalaciones científicas.
La bioquímica Margarita Salas realizó parte de su carrera científica en el CIB: desarrollando su tesis doctoral entre 1961 y 1964 y posteriormente, tras su estancia en Estados Unidos con Severo Ochoa, trabajó entre 1967 y 1977 en un nuevo laboratorio junto a Eladio Viñuela, su marido, y participando en la creación del primer departamento español de biología molecular en 1969.
En los años 70 se creó en el CIB la denominada Escuela de Madrid de genética, en torno al biólogo Antonio García-Bellido (Ginés Morata, Pedro Ripoll, etc.), que entró en contacto con Peter Lawrence y Francis Crick.
Desde el 10 de diciembre de 2019 la denominación oficial del Centro pasó a ser Centro de Investigaciones Biológicas Margarita Salas.